# Zószimosz (történetíró)
Zószimosz (ógörögül: Ζώσιμος, latinul: Zosimus Historicus), (5-6. század) az utolsó pogány történetíró.

## Élete és műve
A görög történetíró Anasztasziosz bizánci császár kortársa volt, és a Nyugatrómai Birodalom bukása utáni évtizedekben élt a keresztény Konstantinápolyban, a Keletrómai Birodalom fővárosában, ahol több magas hivatalt is viselt, előbb kincstárnokként (advocatus fisci), majd a császár - valószínűleg pénzügyi - tanácsadójaként (comes consistorianus) tevékenykedett. Műve, a hat könyvből álló, valamikor 498 és 518 között megírt, ógörög nyelvű Új történet (Historia nea) töredékesen ugyan, de fennmaradt. A Római Birodalom császárainak történetét meséli el 410 nyaráig. A 270-ig történt eseményeket csak vázlatosan, a többit részletesebben tárgyalja.
1. könyv: a görög-perzsa háborúktól jut el Diocletianus uralkodásáig, de a Probus (276-282) és Diocletianus (284-305) közötti események hiányoznak a munkából.
2. könyv: Diocletianus lemondásától (305) tart Magnentius ellencsászár haláláig (353).
3. könyv: II. Constantius egyeduralkodásától (353) jut el I. Valentinianus trónra lépéséig (364).
4. könyv: I. Valentinianus trónra lépésétől (364) tart Nagy Theodosius haláláig (395).
5. könyv (és a rövid 6. könyv): Arcadius és Honorius uralkodásától (395) tárgyalja a történelmet 410 nyaráig.[2]

Zószimosz munkájának bevallott célja a Római Birodalom hanyatlásának bemutatása volt:
"Ahogy Polybiosz elmesélte, miképp tett szert Róma rövid idő alatt egy hatalmas birodalomra, úgy az én célom bemutatni a másik oldalt, azokat a visszásságokat, amelyek a birodalom elvesztéséhez vezettek." (Zós. 1.57.)
A pogány történetíró a római világbirodalom hanyatlásának okát az ősöktől öröklött hit elhanyagolásában látta:
"Áldozzál te is így. Adjál Hérának üszőt, szép
fénylő szőrű állatot, azt kap Phoibos Apollón
is, Létó fia, kit másként Napnak nevez oly sok
nép. Paiánok hangjaival teljen meg a szentély,
és latinul zengjék dalukat fiaink meg a lányok isteneinknek.
(...)
Emlékezz minderre örökké, el ne feledjed,
így lesz mind a tiéd Ítália földje, s igádba
görnyed a latínoknak népe örökkön-örökké." (Zós. 2.6.)
Zószimosz fő forrása a 238 és 270 közötti események tárgyalásánál Publiosz Herenniosz Dexipposz, a 270 és 404 közötti események feldolgozásánál Szardiszi Eunapiosz, míg az utolsó könyveiben, 410-ig Olympiodóroszt használja.

## Magyarul
- részletek INː (szerk. Németh György) Görög történelem szöveggyűjtemény, Osiris Kiadó, Budapest, 2003 ISBN 9789633894569, 384 p
- részletek INː (szerk. Borhy László) Római történeti szöveggyűjtemény. Szerk. Borhy László, Osiris Kiadó, Budapest, 2003, ISBN 9789633895009, 568 p
- részletek INː (szerk. Németh György) Ércnél maradandóbb – A görög és római történelem forrásai (Egyetemi könyvtár), Corvina Kiadó, 1998, ISBN 9631344452, 332 p